# Bacon (salume)
Il bacon  è un salume di suino.

## Etimologia
Bacon viene dal medio inglese bacon o bacoun a sua volta dall'anglo-normanno bacon, di origine germanica *bakōn, da confrontare con l'alto tedesco antico bahho, ovvero "posteriore del suino" o "prosciutto"; si confronti il medio olandese bake.
Alcuni significati di bacon si confondono con il termine in tedesco di Speck.

## Caratteristiche
Il bacon viene preparato con la pancia dell'animale, oppure con la lonza, comprensiva di parte della pancetta (e in questo caso prende il nome di back bacon). Nel Regno Unito è diffusa l'abitudine di preparare nello stesso modo del bacon anche la coscia posteriore del suino, spesso disossata, ottenendo un prodotto noto come gammon che viene solitamente commercializzato affettato con la denominazione di gammon steak.
La carne viene prima trattata con sale, zuccheri, conservanti (nitrati e/o nitriti) e spesso spezie, sia in salamoia (wet cure) sia a secco (dry cure) per un periodo di qualche giorno, in funzione delle dimensioni del pezzo.
Successivamente il bacon può essere ulteriormente stagionato, oppure affumicato a freddo o a caldo. Il bacon non affumicato (o affumicato a freddo) di solito viene cotto prima del consumo, mentre il bacon affumicato a caldo (che ha già subito una sorta di cottura) può anche essere consumato tale e quale. 
Nei paesi di influenza anglosassone il bacon è spesso consumato insieme alle uova (bacon and eggs) nell'ambito del cosiddetto full breakfast. Oltre a essere un contorno, il bacon è un ingrediente versatile utilizzato per preparare molti piatti diversi e talvolta dei cocktail, come il BLT, il bacon Martini e il Mitch Morgan.

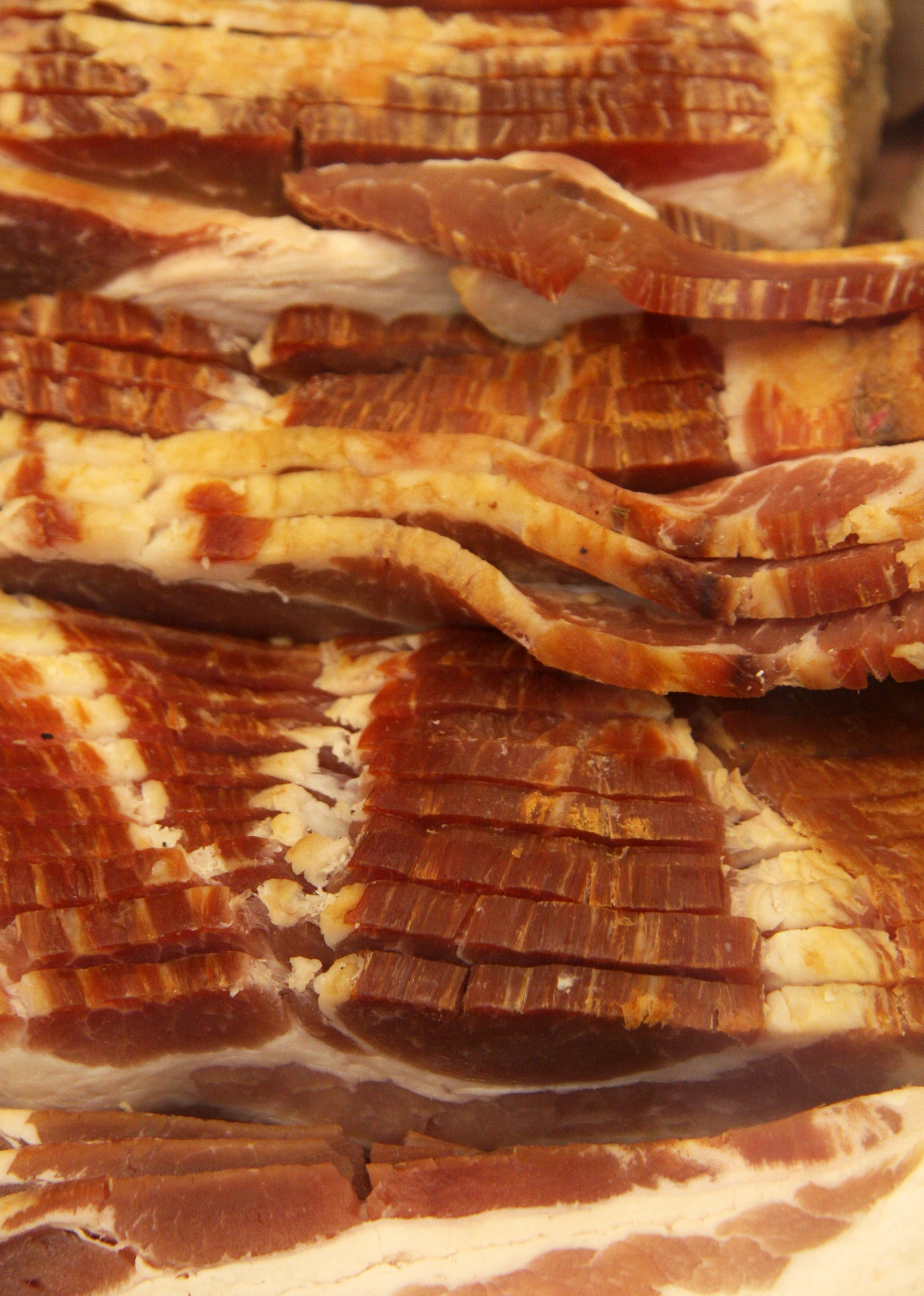
Strisce di bacon

## Diffusione internazionale

1. Lardo
2. Pancetta

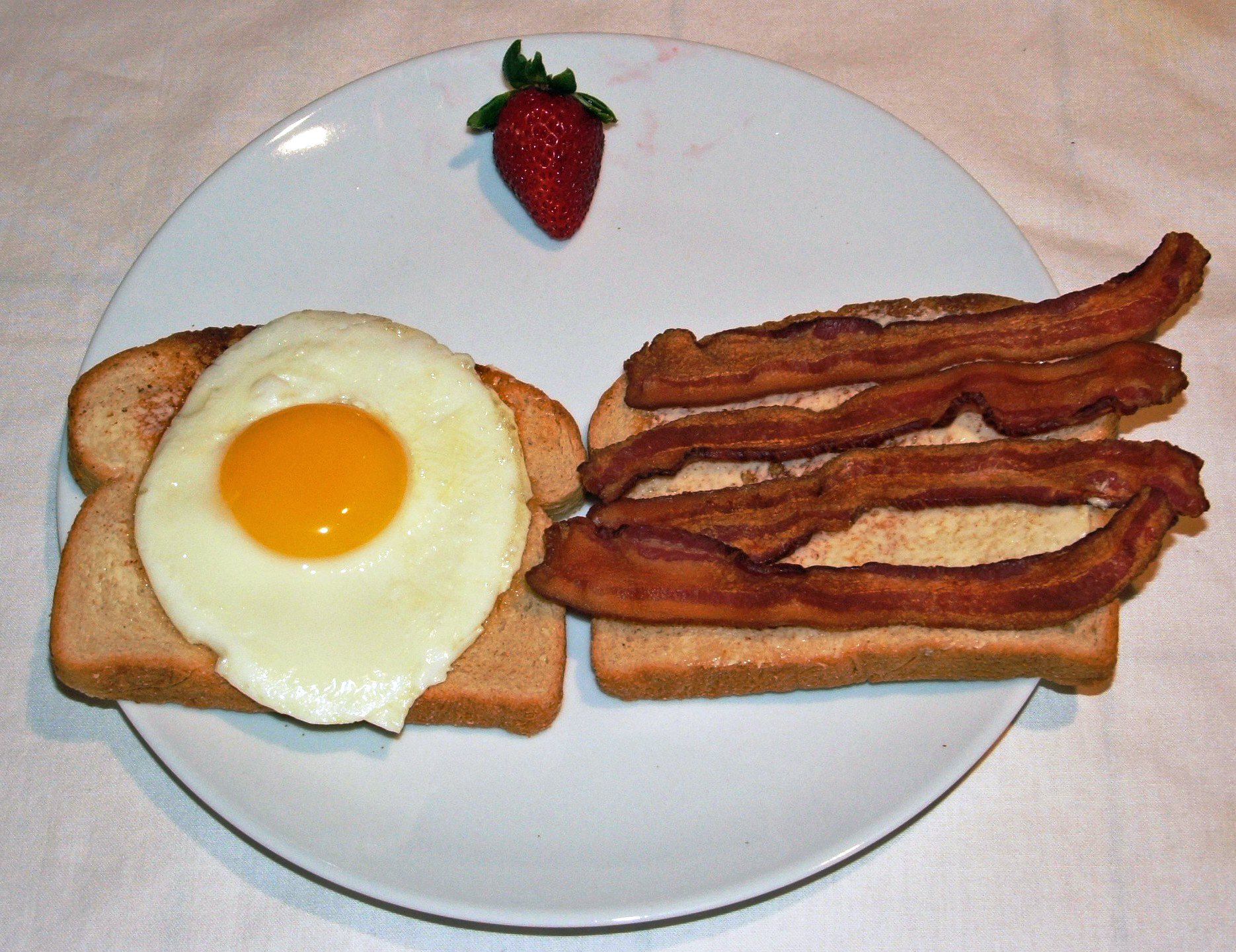
Bacon con uovo su pane tostato e fragola di guarnitura

Tradizionalmente la cotenna viene lasciata con il taglio ed è nota come bacon rind, ma il bacon privo di cotenna è anche diffuso nel mondo anglosassone. La carne può essere acquistata affumicata o meno. Essa viene spesso servita con uova e salsicce come componente del full breakfast.

### Italia
In Italia, il bacon corrisponde alla pancetta tesa ovvero quella a forma di un parallelepipedo piatto, con la superficie inferiore costituita dalla cotenna. Può essere dolce o affumicata.

### Stati Uniti d'America
Negli Stati Uniti d'America, una parte di bacon non affettata era nota una volta come flitch ed oggi è detta slab. La singola fetta di bacon (rasher) è nota come slice o strip. Il termine rasher of bacon lo s'incontra occasionalmente (ad es. nel menu di un ristorante) e s'intende una portata di bacon (tipicamente molte fette).
Il bacon americano comprende numerose varietà affumicate con hickory o con cuore della pannocchia di mais e aromatizzate con peperone rosso, acer, zucchero di canna, miele, melassa e, occasionalmente, cannella. Esse variano in dolcezza e salatura e vengono dall'altopiano d'Ozark, dalla Nuova Inghilterra e dalla parte settentrionale degli Stati Uniti d'America meridionali (prevalentemente da Kentucky, Carolina del Nord, Tennessee e Virginia).
- Il termine bacon di per sé si riferisce generalmente a fette di carne prelevate dal ventre del maiale ed è il taglio più diffuso negli Stati Uniti. Una porzione da 0,45 kg (1 libbra) lunga circa 30 cm (12 pollici) di bacon può essere affettata in fette
  - grosse: larghe 3 mm (0,111 pollici)
  - medie: larghe 1,5 mm (0,062 pollici)
  - sottili: larghe 1 mm (0,031 pollici).

Dunque da una porzione di bacon si ricavano:
- nella forma grossa da 10 a 14 fette da 5 fino a 3 g (0,18 fino a 0,11 oz);
- nella forma media da 16 a 20 fette da circa 22,5 fino a 2,5 g (0,8 fino a 0,08 oz);
- nella forma sottile da 28 a 35 fette da circa 2,5 fino a 1 g (0,08 fino a 0,04 oz).[14]

Considerare che una fetta da 35 g (1,2 oz) e larga circa 5 mm (0,20 pollici), durante la cottura, per assumere la consistenza di una patatina fritta, si riduce di circa il 45% diventando pesante circa 20 g (0,71 oncia) e spessa 3 mm (0,12 pollici).
- Il Canadian Bacon o Canadian-style bacon proviene dai lombi del maiale,[15] abitualmente la parte ovoide magra (muscolo lunghissimo).[16] Esso può anche essere tratto dalla parte lombare (muscoli dei glutei), ma in questo caso deve essere etichettata di conseguenza. Questi prodotti sono utilizzati come surrogati a più basso prezzo.
- Streak o' lean, bacon prodotto dal grasso della schiena del maiale (fatback).[17]

### Canada

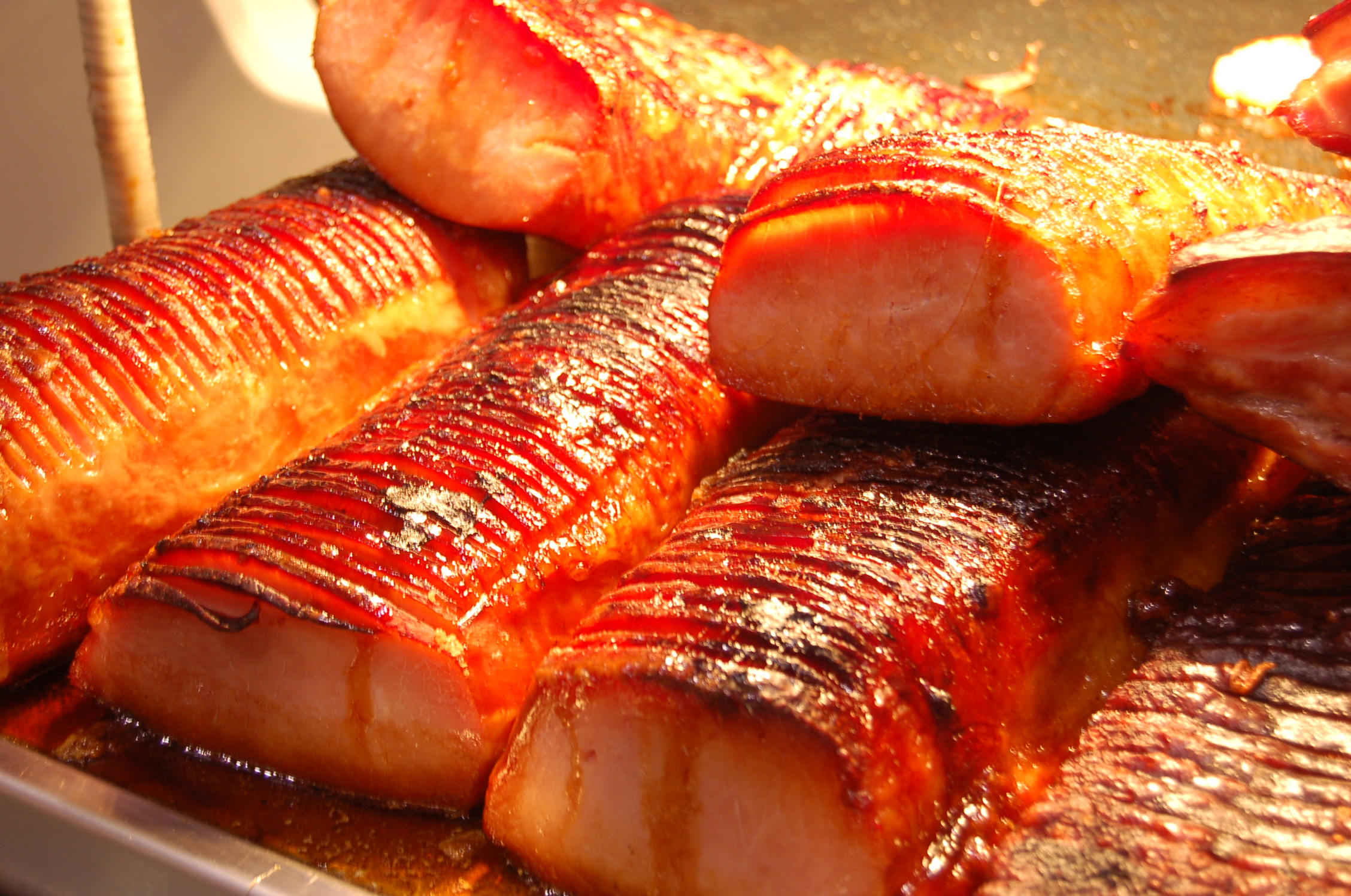
Bacon peameal arrosto con glassa di acero al mercato St. Lawrence di Toronto, Ontario, Canada

Un singolo pezzo di bacon è una slice (fetta) o strip (striscia). In Canada:
- Il termine bacon di per sé o più specificatamente, side bacon,[18] si riferisce tipicamente a quello ricavato dal ventre dell'animale.
- Back bacon, che si riferisce sia a quello affumicato che non, tagliato dall'"occhio" del lombo del maiale, senza osso:[18] questo negli USA è chiamato Canadian bacon.
- Peameal bacon è il precedente, ma posto in salamoia e ricoperto da un sottile strato di farina di mais (storicamente veniva arrotolato in farina di piselli essiccati).[18]

### Regno Unito e Irlanda

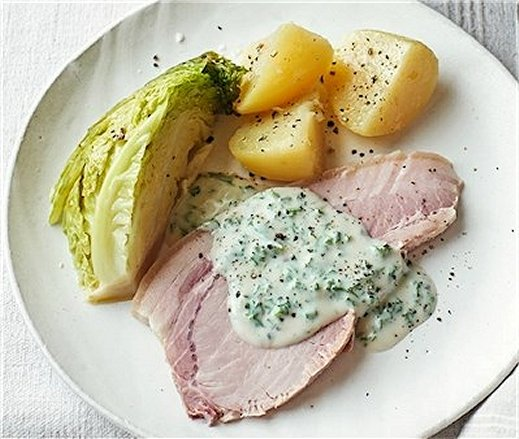
Bacon and cabbage

Un rasher di bacon è una fetta sottile; i rashers erano detti, nel XVII secolo, collops. Il bacon viene abitualmente descritto come streaky (striato) o back (schiena):
- Il termine bacon di per sé non identifica il taglio ma si riferisce specificatamente al back bacon.
- Il bacon proveniente dalla pancia del maiale, con strati di carne e di grasso, viene detto streaky bacon.
- Il bacon proveniente dalla schiena del suino è chiamato back bacon e abitualmente comprende un po' di streaky e un po' di ovale magro.
- Sono frequenti tagli intermedi con un "occhio" di carne e un'ampia sezione di striato.
- Si trovano inoltre disponibili tagli rifiniti di schiena, che possono consistere proprio nell'"occhio" della carne.

Il bacon può essere preparato in vari modi: in particolare esso può essere o meno affumicato. Alcune preparazioni prevedono l'aggiunta di acqua alla carne; il bacon venduto come "secco" (dry cured) non deve essere stato sottoposto ad aggiunta di acqua. Ad esempio, in un negozio al dettaglio un particolare tipo può essere descritto come "bacon secco e non affumicato" (dry-cured unsmoked back bacon).
Grigliati o fritti i rashers di bacon fanno parte del tradizionale full breakfast, che cambia leggermente da zona a zona (full Scottish, ecc.).

### Australia e Nuova Zelanda
Il middle bacon è la varietà più comune ed è venduto in rashers. Esso comprende la sezione striata e grassa che termina il lombo. A seguito dell'incremento dei consumatori che seguono una dieta, alcuni supermercati offrono anche la sola sezione del lombo. Questa viene venduta con il nome di short cut bacon, che costa un po' di più del middle bacon. Entrambe le varietà si trovano facilmente prive di cotenna.

### Germania

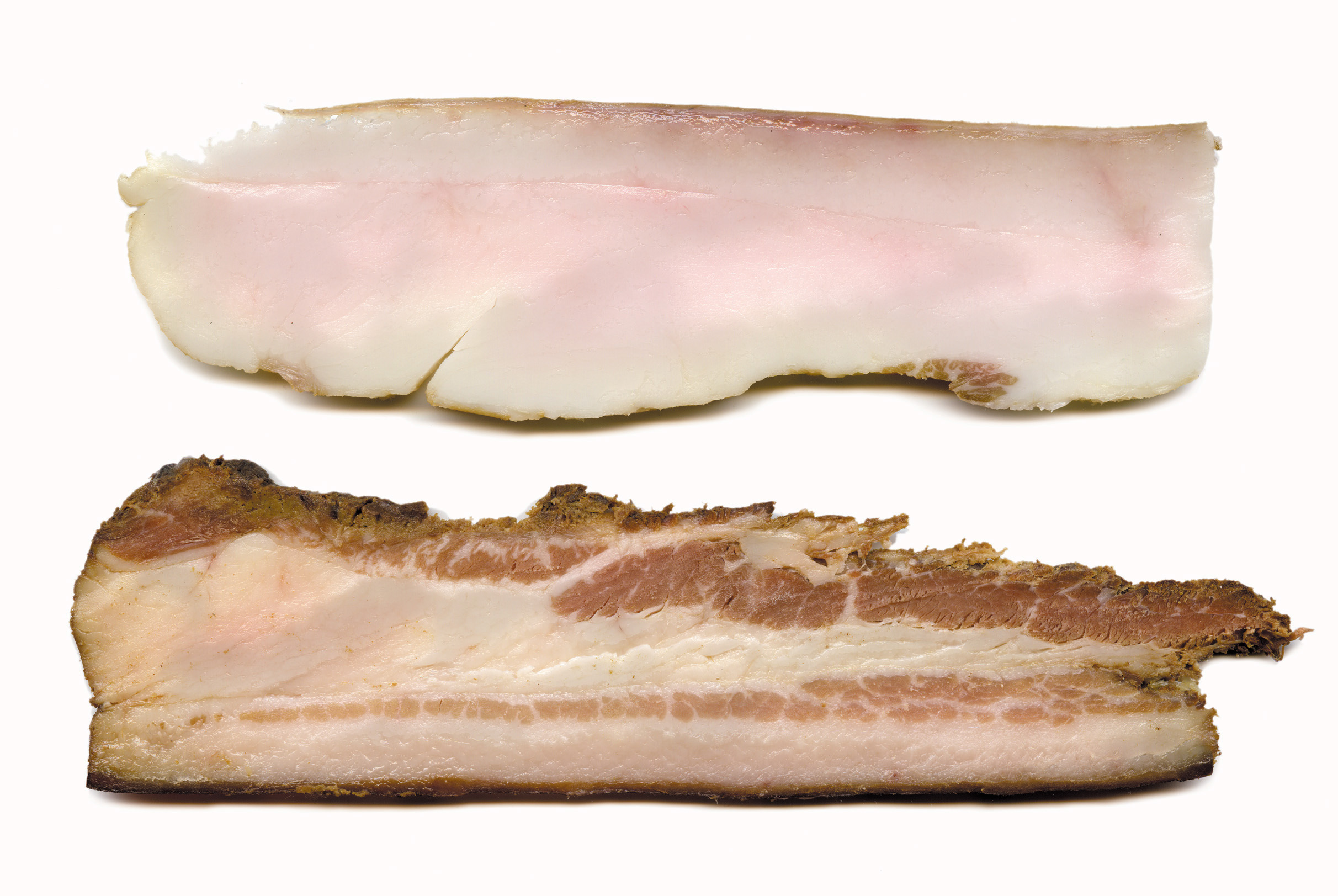
Fatback (Rückenspeck) tedesco,
affumicato e ventre cotto di maiale usato per pietanze fredde

I tedeschi usano il termine bacon esplicitamente per la Frühstücksspeck (Speck da colazione), che non è altro che fette di maiale preparate o affumicate. I piatti di salumi tradizionali tedeschi sono prevalentemente a base di prosciutto sul bacon, ma in ogni caso il Wammerl (ventre di maiale alla griglia) è molto diffuso in Baviera.
Cubetti di bacon (detti Grieben o Grammerln in Austria e Germania meridionale) sono ingredienti piuttosto importanti negli svariati piatti della Germania meridionale. Questi vengono utilizzati per insaporire minestre e insalate e per vari piatti di tagliatelle e di patate. Invece di prepararli in casa propria da ampie fette, ora possono essere acquistati già pronti come Baconwürfel (cubetti di bacon) nei negozi al dettaglio.

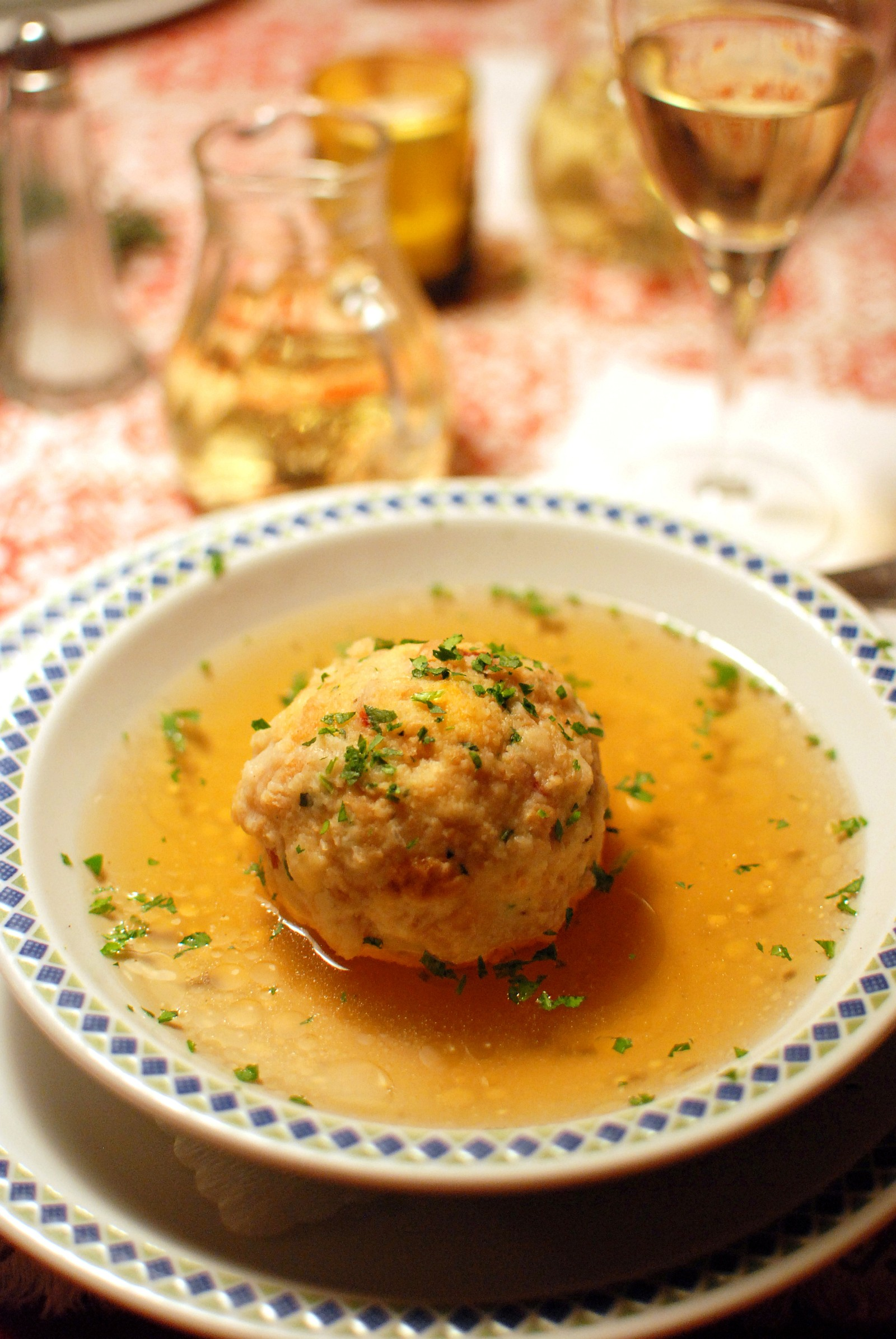
Speckknödelssuppe con cubetti di bacon

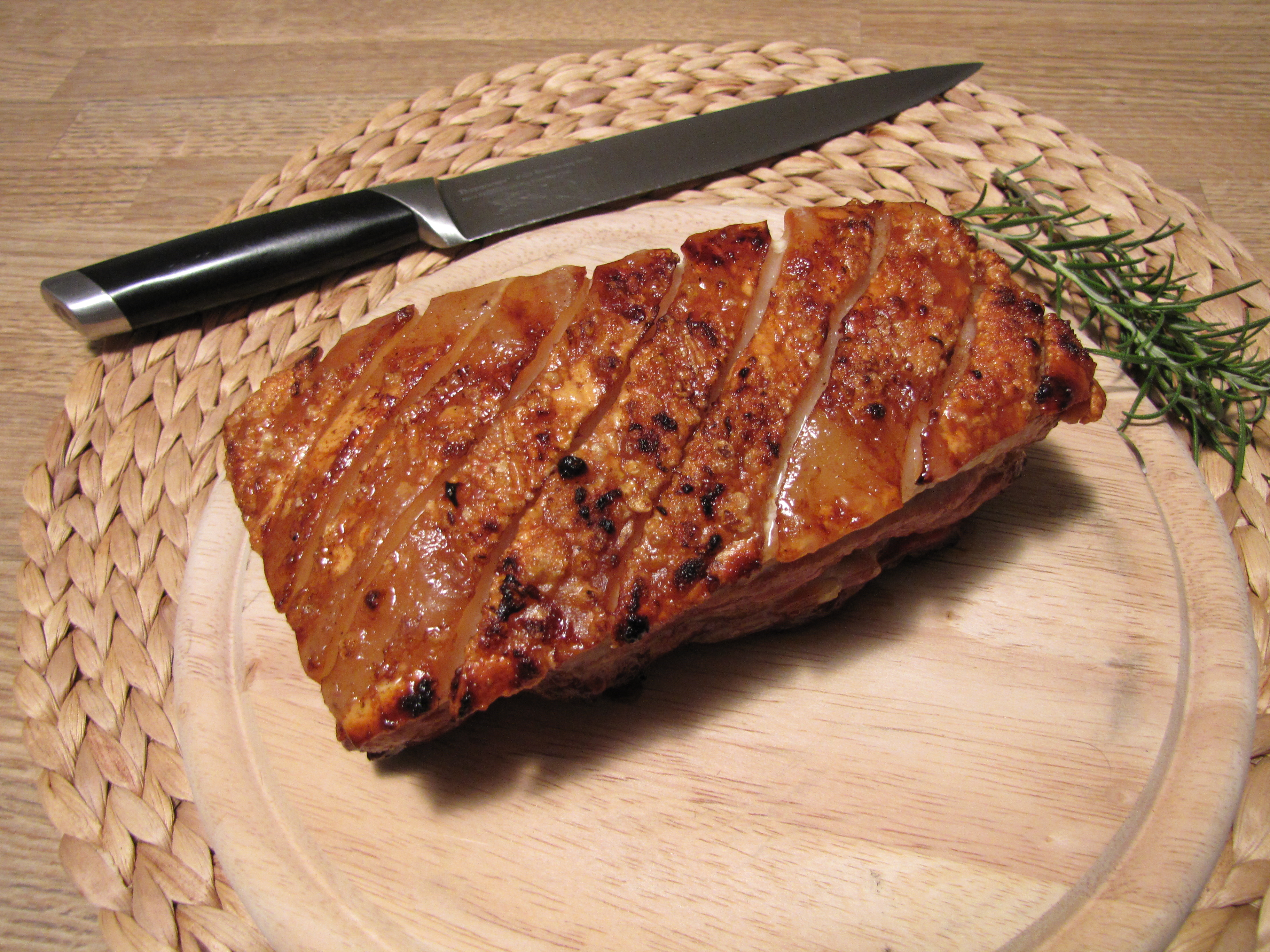
Ventre di maiale alla griglia, Wammerl in lingua bavarese

### Giappone
In Giappone (in giapponese ベーコン?, bēkon, pronunciato [beːkõɴ]) è preparato e affumicato come negli Stati Uniti ed è venduto in dimensioni normali o di mezza-lunghezza. Esso è comunque diverso da quello americano, in quanto la carne non viene venduta cruda, ma subisce un processo di precottura e ha una consistenza come quella del prosciutto cotto I rashers non trattati, noti come bara (バラ), sono molto diffusi in Giappone e utilizzati in una gran varietà di piatti, quali ad esempio lo Yakitori.

## Restrizioni alimentari religiose
Nell'ebraismo e nell'Islam vige il divieto di cibarsi di carne di maiale, comunque trattata, considerata impura a causa del dettato religioso.